# Деряжный, Евгений Фёдорович
Евгений Фёдорович Деряжный (26 августа 1923, Новые Санжары, Украинская ССР — 18 января 2004) — советский работник промышленности, директор Новосибирского завода радиодеталей (1968—1984).

## Биография
Родился 26 августа 1923 года в Новых Санжарах Полтавской губернии. Из семьи рабочих.
К началу Великой Отечественной войны окончил десять классов школы. Вместе с семьёй был эвакуирован в Сибирь: мать и сестра переехали в Новосибирск, а его направили сначала в Томское артиллерийское училище (июль 1941 — май 1942) и летом 1942 года — в Борисоглебск младшим лейтенантом. Служил в 32-й стрелковой дивизии. Командовал взводом 133-го артиллерийского полка. Зимой 1943 года госпитализирован в полковой медсанбат (обострение ревматизма, переохлаждение). После войны был командиром батареи в войсках Московского военного округа.
В 1956 году поступил на экономический факультет Всесоюзного заочного финансово-экономического института, который окончил в 1961 году.
С 1946 по 1968 год — работник Новосибирского электровакуумного завода (начальник участка, заместитель начальника цеха, секретарь парткома).
С 17 июля 1968 года руководил Новосибирским заводом радиодеталей. Под его управлением на предприятии заработали цехи по производству оксидно-полупроводниковых, алюминиевых электролитических и танталовых жидкостных конденсаторов, которые были разработаны в конструкторском бюро завода, а также цех изготовления товаров народного потребления. Заводской коллектив побеждал в соревновании предприятий Министерства электронной промышленности СССР 20 кварталов непрерывно. Велось строительство социально-бытовых объектов. В 1971—1975 годах произошло увеличение выпуска продукции в 2,25 раза.
В 1984 года ушёл с предприятия («в связи с уходом на пенсию»), однако позднее вновь устроился на завод — старшим инженером отдела технического обеспечения; потом занимал должность инженера по переподготовке кадров (1988—1989), после чего принял решение об окончательном уходе с работы. Умер в 2004 году.
Похоронен на Инском кладбище Новосибирска (квартал 34).

## Личная жизнь
- жена — Евдокия Серафимовна (1922—2004). Будущие супруги впервые встретились во время войны, когда Евгений Фёдорович находился в госпитале, где Евдокия Серафимовна работала медсестрой. Впоследствии оба переехали в Новосибирск. В 1948 году у них появился первый ребёнок[2].
- сыновья —  Олег (1948—2020) и Игорь[2].

## Награды
Ордена Отечественной войны I и II степени, Красной Звезды, Ленина, Трудового Красного Знамени, «Знак Почёта», медали.